# Technomyrmex gilvus
Technomyrmex gilvus é uma espécie de formiga do gênero Technomyrmex.